# Rhipsalis paradoxa
Rhipsalis paradoxa é uma espécie de planta do gênero Rhipsalis e da família Cactaceae.
Conhecida dos estado do Rio de Janeiro até Santa Catarina, em altitudes de 0 a 600 metros.

## Taxonomia
A espécie foi descrita em 1845 por Joseph zu Salm-Reifferscheidt-Dyck.

## Forma de vida
É uma espécie epífita, rupícola, subarbustiva e suculenta.

## Descrição
Segmentos 10-15 milímetros de espessura, ramos com costelas descontínuas, flores amarelo-escuras a acastanhadas.

## Conservação
A espécie faz parte da Lista Vermelha das espécies ameaçadas do estado do Espírito Santo, no sudeste do Brasil. A lista foi publicada em 13 de junho de 2005 por intermédio do decreto estadual nº 1.499-R.

## Distribuição
A espécie é encontrada nos estados brasileiros de Paraná, Rio de Janeiro, Rio Grande do Sul, Santa Catarina e São Paulo.
Em termos ecológicos, é encontrada no domínio fitogeográfico de Mata Atlântica, em regiões com vegetação de floresta estacional semidecidual, floresta ombrófila pluvial e restinga.